# Cistugo seabrae
Cistugo seabrae — вид рукокрилих родини Лиликові (Vespertilionidae).

## Поширення
Країни проживання: Ангола, Намібія, Південна Африка. Мало що відомо про природну історію цього виду. Всі місця, в яких були зібрані зразки є посушливими із середньою річною кількістю опадів менше 100 мм. Зразки, як правило, були спіймані близько до відкритої води.

## Загрози та охорона
Немає серйозних загроз для цього виду. Може бути йому локально загрожує видобуток корисних копалин в невеликій частині ареалу. Неясно чи вид проживає в природоохоронних територіях.